# Melanie Nerlich
Melanie Nerlich (* 1993) ist eine deutsche Politikerin von Bündnis 90/Die Grünen. Im März 2025 wurde sie in die Hamburgische Bürgerschaft gewählt.

## Leben
Nerlich ist als Bauplanerin für Solarenergie tätig.

## Politischer Werdegang
Nerlich kandidierte bei der Bürgerschaftswahl in Hamburg 2025 für Bündnis 90/Die Grünen und errang über die Landesliste das Mandat für die Bürgerschaft. Sie vertritt dort den Bezirk Wandsbek.